# Grover Cleveland
Stephen Grover Cleveland (Caldwell, 18 marzo 1837 – Princeton, 24 giugno 1908) è stato un politico statunitense, 22º e 24º Presidente degli Stati Uniti d'America. Esponente del Partito Democratico, fu uno stretto osservante della Costituzione Americana e sostenitore degli ideali conservatori jeffersoniani.
È stato il primo Presidente a essere eletto per due mandati non consecutivi (la prima volta dal 1885 al 1889, la seconda dal 1893 al 1897, sebbene avesse vinto al voto popolare anche le elezioni del 1888 per venire poi superato da Benjamin Harrison al collegio dei Grandi Elettori), l'unico assieme a Donald Trump (nel XXI secolo); è stato inoltre l'unico presidente democratico eletto nel periodo dal 1860 al 1912.

## Biografia
Stephen Grover Cleveland nacque il 18 marzo 1837 a Caldwell, New Jersey come quinto di sette figli del reverendo Richard Falley Cleveland e di Anne Neal. Gli fu dato come nome il nome e cognome del primo pastore della chiesa dov'era pastore suo padre.

### Primi anni

#### Origini
La famiglia Cleveland era modesta, senza agganci politici, ma con un'ascendenza di antenati illustri. Il primo Cleveland ad arrivare in America fu il puritano Moses Cleveland, da Ipswich, in Inghilterra. Originariamente il cognome era Cleaveland, ma la "A" cadde nel corso delle tre generazioni successive. Moses approdò nel Massachusetts nel 1635 all'età di undici anni e trovò impiego in condizione di servitù. Solo successivamente, sposando Ann Winn e guadagnando la cittadinanza, diventò legalmente un uomo libero e trovò impiego come carpentiere nella città di Woburn.
Gli antenati di Grover Cleveland furono perlopiù pastori protestanti, il più famoso dei quali fu il trisnonno paterno, Aaron Cleveland, morto nel 1757 a Filadelfia nella casa dell'amico Benjamin Franklin.
In linea di successione il bisnonno, Aaron Cleveland, fu membro del parlamento del Connecticut e propose una legge per eliminare la schiavitù; il nonno paterno, William Cleveland lavorò come orologiaio a Westfield, in Massachusetts e sposò nel 1793 Margaret Falley di Norwich, nel Connecticut.
Il padre di Grover nacque nel 1804 e frequentò scuole prestigiose, completando gli studi nel 1829. Divenne pastore della chiesa congregazionalista a Baltimora, dove incontrò Ann Neal. In seguitò abbracciò la predicazione come da tradizione di famiglia e divenne dapprima pastore presbiteriano a Windham, in Connecticut, e in seguito a Caldwell, in New Jersey.

#### Formazione

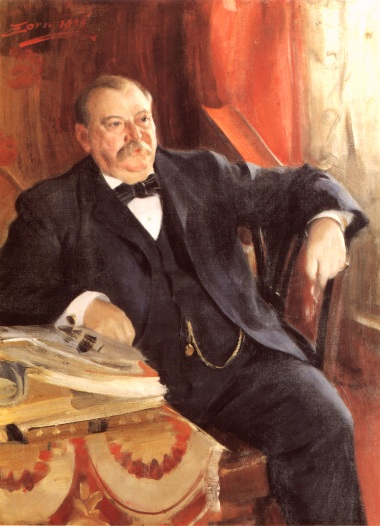
Ritratto presidenziale eseguito dal pittore svedese Anders Zorn.

Nel 1841, all'età di 4 anni, Cleveland si trasferì con la famiglia a Fayetteville, nello stato di New York, dove il padre ottenne lavoro nella chiesa presbiteriana locale. Cleveland visse lì fino all'età di 14 anni.
Il salario del padre era molto basso, circa 600 dollari l'anno, per cui Grover e i suoi fratelli non poterono permettersi studi superiori ed ebbero un'educazione impartita in casa dal padre. Così Grover Cleveland venne cresciuto con solidi valori puritani quali ferma disciplina, obbedienza, reverenza, grande senso del dovere e solida etica del lavoro.

#### Morte del padre
Nel 1851 i Cleveland si trasferirono a Clinton, nello Stato di New York, dove il padre avrebbe diretto l'American Home Missionary Society, guadagnando la cifra di 1.000 dollari l'anno. Qui Grover frequentò corsi preparatori per l'Hamilton College, già frequentato da un suo fratello, ma la salute del padre peggiorò e Grover dovette tornare a Fayetteville per lavorare in un negozio e mantenere la famiglia. Tornò a Clinton dopo due anni, nel 1853, mentre nel frattempo il padre, a causa della malattia, aveva abbandonato il precedente lavoro per uno meno redditizio di pastore a Utica. Lo stesso anno morì, e Grover, all'età di sedici anni, dovette iniziare a sostenere la madre e le sorelle e fu costretto ad abbandonare gli studi.

### Primi lavori
Dopo la morte del padre, Grover trascorse un anno a New York, lavorando come contabile e assistente alla sovrintendenza presso l'Institution for the Blind, dove il fratello William aveva lavorato come insegnante.
Nella primavera del 1855 Grover si spostò verso ovest, diretto verso Cleveland, in Ohio, alla ricerca di maggiori opportunità. Durante il tragitto si fermò a Buffalo in visita allo zio Lewis P. Allen, importante proprietario terriero, e lì vi rimase quando lo zio gli offrì un lavoro di revisione di un suo libro, l'American Shorthorn Herd Book.
Lo zio era un rispettato fondatore della società agricola della contea di Erie, per cui concordò un posto di lavoro per il nipote presso lo studio legale di Buffalo Rogers, Bowen & Rogers, al fine di studiare legge, una carriera che Cleveland aveva già considerato di seguire.
Gli studi di legge incominciarono verso la fine del 1855. Cleveland guadagnava quattro dollari l'ora e lavorava assiduamente, tanto da trasferirsi dalla fattoria dello zio al Southern Hotel, per essere più vicino all'ufficio. Rimase alla Rogers, Bowen & Rogers per quattro anni, al termine dei quali divenne capo addetto.

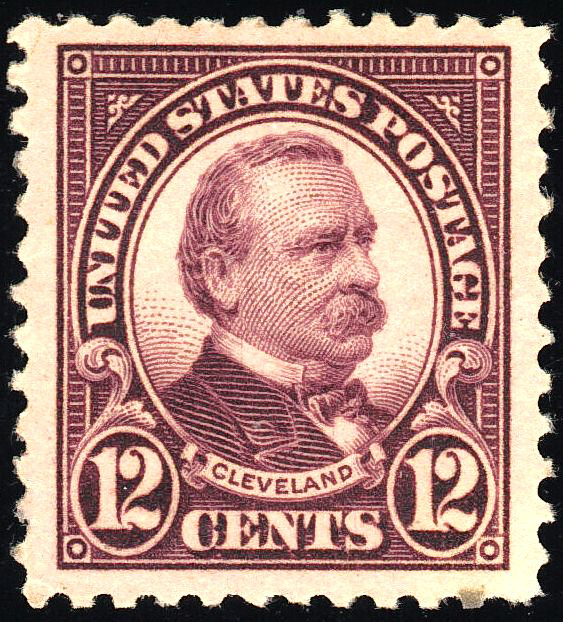
Francobollo da dodici centesimi raffigurante il presidente Grover Cleveland, 1923

### Carriera politica
Grover Cleveland iniziò ad avvicinarsi al Partito Democratico (allora più conservatore del Repubblicano su molti aspetti) agli inizi del 1850. Anche se la Rogers, Bowen & Rogers era stata impegnata per il partito Whig, i superiori di Cleveland erano decisamente democratici. Cleveland aveva molta poca simpatia per Fremont e Lincoln, i due esponenti principali repubblicani.
Nel 1856 si dichiarò apertamente democratico e lavorò alla campagna elettorale di James Buchanan, nonostante non avesse ancora diritto di voto in quanto minorenne. Buchanan vinse le elezioni, ma dopo di lui nessun altro democratico fu eletto presidente fino all'elezione di Cleveland stesso ventotto anni dopo.
Nel 1858, raggiunta la maggiore età, lavorò per il partito per i successivi cinque anni, guadagnando un posto come assistente del procuratore distrettuale, e ricoprendo tale ruolo per tre anni. Nel gennaio del 1863 lasciò la Rogers, Bowen & Rogers per lavorare per il procuratore distrettuale C. C. Torrance a 600 dollari l'anno.
Allo scoppio della guerra di secessione nel 1861, Cleveland aveva l'età per arruolarsi, ma non partì volontario e continuò a prendersi cura della madre e delle sorelle. Nel 1863 però il presidente Abraham Lincoln firmò una legge che rese il ventiseienne Grover arruolabile. Egli fu subito scelto, ma decise di non combattere pagando 300 dollari allo Stato e assumendo un sostituto che prendesse legalmente il suo posto. Grover si fece prestare dal procuratore Torrance la somma necessaria per assumere George Bennisky, un immigrato polacco che sopravvisse alla guerra illeso e rimase in contatto con Cleveland. Per ripagare il debito Cleveland lasciò il lavoro presso il procuratore distrettuale per la più redditizia pratica privata. In più gli avrebbe permesso libertà e indipendenza, accettando solo i casi che desiderava.
Considerò sempre sé stesso come un democratico non appartenente al movimento all'interno del partito che chiedeva la fine della guerra di secessione, denominato copperheads.
Per merito della sua distinzione come assistente del procuratore Torrance durante gli anni della guerra, i democratici scelsero Cleveland come candidato per la carica di procuratore distrettuale nel 1865, nonostante Torrance ambisse a un ulteriore mandato. Cleveland affrontò il candidato repubblicano Lyman K. Bass, anche suo caro amico, ma perse l'elezione per appena 600 voti. Dopo la sconfitta, Grover tornò alla pratica privata, entrando nello studio legale come partner insieme ad Albert P. Lanning e Oscar Folsom.

#### Sceriffo della contea di Erie (1870)
Dopo cinque anni dalla candidatura come procuratore, i democratici scelsero nuovamente Cleveland per le elezioni a sceriffo della contea di Erie nel 1870, in quanto nella prima candidatura aveva ottenuto voti notevoli in una regione con una grande maggioranza repubblicana. Dopo qualche esitazione Grover accettò la nomina e vinse l'elezione contro il veterano colonnello John B. Weber per appena 303 voti.
I problemi che affrontò Cleveland come sceriffo furono molti, principalmente dovuti all'alto tasso di criminalità della regione, a causa del numero crescente di stranieri che occupavano il lago Erie e che assaltavano ogni tipo di nave industriale. Dovette anche risolvere questioni interne all'ufficio, quali inefficienze della gestione politica precedente e soprattutto corruzione.
Cleveland rinunciò a un secondo mandato nel 1873 e tornò alla sua professione entrando nello studio legale Bass, Cleveland & Bissell, lo stesso Bass che lo aveva sconfitto per la carica di procuratore distrettuale.
Nel 1881 Chauncey Depew, capo della ferrovia centrale di New York, offrì a Cleveland un lavoro come consigliere generale per la società, con uno stipendio di 15 000 dollari l'anno, rispetto al suo reddito annuo di 7.000 dollari, che avrebbe comunque continuato a ricevere. Grover rifiutò il lavoro, cosa che gli permise in futuro di non essere collegato alla corruzione dell'industria ferroviaria emersa durante i suoi mandati presidenziali.
Durante questo periodo, Cleveland corteggiò una donna vedova, Maria Halpin. In seguito ella l'accusò di averla violentata. Egli rispose accusandola di essere un'alcolizzata e di avere molti uomini. Cercando di discreditarla, la fece internare in un istituto di cura, e fece sì che le fosse tolto il figlio, affidato ad amici. L'istituto di cura però dimise la donna poco dopo, non considerandola malata. Il presunto figlio illegittimo sarebbe diventato un tema della campagna elettorale quando Cleveland si candidò alla presidenza, diversi anni dopo.

#### Sindaco di Buffalo (1882)
Nell'autunno del 1881, un concittadino di spicco di Buffalo propose a Cleveland di concorrere alla carica di sindaco, soprattutto grazie alla sua reputazione. Nell'autunno Grover accettò la nomina e parlò all'assemblea dei democratici per sottolineare il conservatorismo che avrebbe perseguito.
Vinse le elezioni nel 1882 e come sindaco combatté la corruzione all'interno del consiglio cittadino. Fece risparmiare ai cittadini di Buffalo più di un milione di dollari, ponendo il veto su numerose proposte di spesa ambigue e frutto di corruzione, meritandosi l'attenzione del Partito Democratico ed emergendo come un serio candidato alla nomina di governatore.

#### Governatore di New York (1883-1885)
I dirigenti del Partito Democratico di New York iniziarono a considerare Cleveland come possibile candidato a governatore. Poiché il Partito Repubblicano nello Stato di New York si era scisso nel 1882, i Democratici erano fiduciosi sulle loro possibilità, e diversi esponenti cercavano di essere nominati per la candidatura del partito. I due principali pretendenti erano Roswell P. Flower e Henry W. Slocum. Alla Convention democratica, i due avevano il maggior numero di sostenitori, ma non abbastanza per ottenere la nomina. Cleveland, arrivato in terza posizione al primo scrutinio, guadagnò sostenitori negli scrutini seguenti e emerse come un candidato di compromesso. Con i Repubblicani divisi, Cleveland effettivamente vinse le elezioni, con 535 318 voti, mentre il repubblicano Charles J. Folger ne ebbe 342 464. Il margine di vittoria di Cleveland fu il più grande fino ad allora in un'elezione a New York.
Nel gennaio del 1883 Cleveland divenne governatore e la sua forte opposizione alla corruzione continuò. Si oppose alla Tammany Hall, la macchina politica democratica notoriamente corrotta, licenziando ufficiali, firmando riforme e tagliando il numero di dipendenti del governo.
Cleveland sostenne anche un processo elettorale più trasparente. Non voleva che i dipendenti pubblici fossero coinvolti nella politica, e il 14 luglio 1886 con un ordine esecutivo abolì l'uso delle loro posizioni ufficiali per controllare i movimenti politici delle varie località.
Governò due anni su un mandato di tre anni, in quanto nel 1884 arrivò la proposta di candidatura alla presidenza degli Stati Uniti.

### Candidato presidente
Nel 1884 i Democratici nominarono Grover Cleveland come candidato alla presidenza, poiché si era distinto per la sua figura solida e incorrotta dapprima come sceriffo e in seguito come sindaco e governatore. I Repubblicani avevano ottenuto la vittoria alla presidenza della Casa Bianca per ventiquattro anni consecutivi, corrispondenti a sei mandati presidenziali, ma quell'anno Cleveland avrebbe affrontato il candidato repubblicano James G. Blaine del Maine, potente uomo politico con fama di essere corrotto. Cleveland avrebbe potuto giocare sporco contro il suo avversario quando ottenne informazioni sul fatto che il primogenito di Blaine fosse nato illegittimamente prima del matrimonio, ma non lo fece e strappò i documenti.
Durante la corsa fece scalpore la possibilità che Grover avesse un figlio illegittimo avuto durante la sua permanenza a Buffalo dieci anni prima. Il bambino era stato chiamato dalla madre Oscar Foldom Cleveland. Oscar Foldom era anche il nome del socio di Cleveland, ma tale paternità non venne mai provata e Cleveland non si espresse mai al riguardo. Grover provvide al supporto del bambino per il primo anno di età e, in seguito all'alcolismo della madre, a trovargli un orfanotrofio.
Durante la campagna lo slogan fu "Un incarico pubblico è una responsabilità pubblica". Cleveland non voleva accaparrarsi voti mediante promesse o favori e affermò che non avrebbe acconsentito a nessun trattamento speciale fatto a suo nome senza il suo consenso. Il magnate della ferrovia James J. Hill, che aveva sostenuto Cleveland durante la campagna presidenziale, credeva che avrebbe ricevuto favori in cambio del suo supporto. Chiese al presidente il via libera per estendere la ferrovia in una riserva indiana, ma Grover negò tale permesso.
L'avversario di Cleveland, il repubblicano Blaine, era un obiettivo particolarmente sensibile alle accuse di corruzione; durante la sua carriera era stato coinvolto in molti affari poco chiari. I Repubblicani che erano a favore di una riforma moralizzatrice, chiamati "mugwump", erano contrari a Blaine e in molti si schierarono per Cleveland. Essi, guidati da Carl Schurz e Henry Ward Beecher, preferivano votare un candidato onesto anche se di un altro partito, e pensavano che Cleveland avrebbe riformato la funzione pubblica e avrebbe agito per un governo più efficiente. I Democratici persero però alcuni sostenitori tra gli operai a causa di un nuovo partito fondato dall'ex democratico Benjamin Butler.

Risultati delle elezioni del 1884

Si pensava che le elezioni sarebbero state decise in alcuni Stati in bilico: New York, New Jersey, Indiana, e Connecticut. A New York, la Tammany Hall decise che avrebbe tratto comunque maggior beneficio da un Democratico, anche se apparentemente avverso, che da un Repubblicano. Grazie alla madre cattolica e irlandese, Blaine sperava di aver più seguito tra gli irlandesi americani, tradizionalmente democratici, rispetto a quello che effettivamente ebbe. Parte della colpa fu di un repubblicano, Samuel D. Burchard, che durante un comizio si scagliò contro i Democratici chiamandoli il partito del "Rum, cattolicesimo romano e ribellione". I Democratici amplificarono questa frase per mantenere il voto cattolico degli irlandesi.
Alle elezioni, Cleveland vinse di poco in tutti i quattro Stati in bilico; nello Stato di New York arrivò primo per 1 200 voti. Nel voto popolare, Cleveland sopravanzò Blaine di circa lo 0,5%, ma i grandi elettori furono 219 per Cleveland contro i 182 per Blaine.

### Primo mandato presidenziale (1885-1889)
Nel 1885 Cleveland, dopo aver vinto le elezioni, si insediò alla Casa Bianca come 22º Presidente degli Stati Uniti d'America. In quel momento il debito pubblico statunitense ammontava a 1,5 milioni di dollari, ma alla fine del suo mandato Cleveland lo aveva ridotto del 20%, arrivando a 1,2 milioni di dollari.
Il governo di Cleveland fu uno dei più aperti e accessibili nella storia degli Stati Uniti. Aprì le porte della Casa Bianca due giorni a settimana per coloro che volevano discutere degli affari dello Stato. Ridusse inoltre al minimo indispensabile i costi del personale, ricevendo lui stesso gli ospiti. e si impegnò giorno e notte per fornire un buon governo ai cittadini. Per questo venne soprannominato "Grover il buono".
Le elezioni avevano anche portato i Democratici ad avere la maggioranza alla Camera dei rappresentanti, ma il Senato continuava ad essere a maggioranza repubblicana. Questo ostacolò l'attuazione della politica di Cleveland e lo portò a usare spesso il potere di veto.

#### Riforma delle nomine
Le nomine politiche erano tradizionalmente eseguite secondo il sistema detto spoils system, per cui il presidente nominava soprattutto in base all'appartenenza politica. Cleveland invece annunciò che non avrebbe rimosso nessun repubblicano che stesse lavorando bene, e che non avrebbe nominato solo in base al partito di appartenenza. Anche se durante il mandato, per venire incontro al suo partito, ebbe un atteggiamento più flessibile, sostituendo alcuni Repubblicani con Democratici, le nomine di Cleveland in generale tennero conto del merito più di quelle dei suoi predecessori.
Cleveland fu il primo presidente democratico a essere sottoposto alla legge detta Tenure of Office del 1867 che richiedeva l'approvazione del Senato per rimuovere qualcuno da una carica per la quale era stata necessaria l'approvazione del Senato stesso. Cleveland era contrario al principio di questa legge e il suo rifiuto di adempiervi portò la legge a essere malvista per finire abolita nel 1887.

#### Matrimonio
Grover aveva sempre condotto una vita da scapolo, vivendo in piccoli appartamenti vicino ai suoi posti di lavoro e partecipando a pochi eventi sociali, fino al suo primo mandato presidenziale. Durante i primi mesi del mandato, il ruolo di first lady venne ricoperto dalla sorella Rose Cleveland.
Nel 1885 conobbe la figlia del suo amico Oscar Folsom, Frances, e ben presto i due si fidanzarono. Nel 1886 si sposarono in una cerimonia privata alla Casa Bianca e Frances, all'età di 21 anni, divenne la First Lady più giovane della storia. Insieme ebbero cinque figli.

#### Riforma dei dazi
Nel 1887 Cleveland cercò di mantenere le promesse fatte durante la campagna elettorale. La questione dei dazi doganali era un argomento importante e Cleveland voleva ridurli. Nel dicembre di quell'anno mandò al Congresso il suo messaggio annuale sulla situazione degli Stati Uniti incentrato unicamente su tale argomento. Il suo intento era quello di focalizzare l'attenzione sulla riduzione dei dazi e far approvare un disegno di legge per tagliare le tasse nella primavera del 1888; la legge fu approvata dalla Camera ma bocciata dal Senato.

#### Politica economica
Cleveland, dal forte conservatorismo liberale, sosteneva un governo che non interferisse nel libero mercato e nella vita delle persone, lasciando la libertà individuale rispettata e protetta. Credeva in un sistema equo che non favorisse nessuno, in cui il governo trattava tutti in maniera egualitaria, in linea con i principi jeffersoniani. Cleveland non permise mai al governo di assumere il ruolo di "genitore": il potere non doveva essere usato per favorire una classe piuttosto che un'altra. Per cui Cleveland abolì ogni proposta di legge che fosse contro tale linea politica.
Durante la fine degli anni 1880 il Texas fu colpito da una forte siccità. Nel febbraio del 1887 il Congresso propose di inviare 10 000 dollari per aiutare la popolazione colpita, ma il presidente Cleveland oppose il suo veto. Invitò invece i cittadini a contribuire a una raccolta di fondi. Le donazioni dei cittadini ammontarono a 100 000 dollari in più di quanto il governo avrebbe stanziato.
Cleveland volle agire anche contro il sistema pensionistico dei soldati che avevano combattuto durante la guerra di secessione, che col tempo si era corrotto. Il presidente pose il veto su più di duecento proposte di legge riguardanti pensioni per i veterani di dubbia legittimità.
Usò il potere di veto più spesso che qualsiasi altro presidente prima di lui.

#### Diritti civili e immigrazione
Cleveland, come un crescente numero di persone al Nord (e quasi tutti i bianchi al Sud) vedeva la Ricostruzione come un esperimento andato male, e fu riluttante ad impiegare la forza federale per il rispetto del XV emendamento, che garantiva il diritto di voto agli afroamericani. Cleveland non nominò alcun nero ad incarichi pubblici, tuttavia mantenne in carica Frederick Douglass come responsabile del registro degli atti pubblici a Washington e nominò un altro nero, James Campbell Matthews, ex giudice di New York, al posto di Douglass quando questi si dimise. La sua decisione di sostituire Douglass con un altro nero suscitò proteste, ma Cleveland disse che conosceva Matthews personalmente.
Da una parte, Cleveland condannò gli episodi d'ira contro gli immigrati cinesi, dall'altra però credeva che questi non fossero propensi ad integrarsi nella società. Il segretario di Stato Thomas F. Bayard negoziò un'estensione della legge detta Chinese Exclusion, che impediva l'arrivo di nuovi immigrati cinesi, e Cleveland appoggiò una legge proposta da William Lawrence Scott che proibiva il rientro negli Stati Uniti a quegli immigrati cinesi che ne avessero lasciato il territorio. La legge Scott ottenne facilmente la maggioranza al Congresso, e Cleveland la promulgò il 1º ottobre 1888.

### Elezioni del 1888

Risultati dell'elezione del 1888.

I Repubblicani candidarono alla presidenza Benjamin Harrison, ex senatore, dell'Indiana. Cleveland fu confermato dai Democratici. Il vicepresidente eletto con Cleveland nel 1884, Thomas Hendricks, era morto nel 1885, e fu scelto Allen G. Thurman come nuovo candidato vicepresidente.
I Repubblicani fecero una campagna incentrata sui dazi doganali, puntando sugli elettori protezionisti delle aree industriali al Nord. Come nel 1884, l'attenzione era centrata sugli Stati in bilico, New York, New Jersey, Connecticut e Indiana. Quattro anni prima Cleveland vinse in tutti e quattro, ma stavolta si impose solo in due, perdendo in Indiana e anche nel suo Stato natale, New York, per 14 373 voti. Cleveland ebbe la maggioranza relativa del voto popolare, 48,6% contro 47,8% per Harrison, ma Harrison prevalse nettamente nel collegio elettorale, 233 a 168. Cleveland gestì il periodo di transizione iniziando a prefigurarsi un ritorno alla vita privata.

### Primo ritiro
Il partito richiese il suo sostegno per comizi e per appoggiare altre candidature e campagne, ma egli rifiutò di approfittare della sua notorietà. Per lui gli ex-presidenti erano semplici cittadini privati e tali dovevano rimanere. Inoltre Cleveland non amava particolarmente parlare in pubblico. In una lettera di scuse al governatore William E. Russell del Massachusetts, scrisse:
La presidenza di Harrison nel 1890 segnò l'inizio del Billion-Dollar Congress: i Repubblicani accettavano qualsiasi tipo di proposta di spesa, annullando anche i risparmi ottenuti durante la presidenza di Cleveland. La spesa e l'aumento di moneta inizialmente portarono la nazione ad un'espansione economica, che però in seguito sfociò violentemente nel panico del 1893, dopo la conquista del secondo mandato di Cleveland. Due misure principali della presidenza Harrison furono avversate da Cleveland: una legge sull'aumento dei dazi doganali, e una sull'emissione di denaro legato all'argento. All'inizio Cleveland evitò di criticare il suo successore, ma nel 1891 decise di esprimersi pubblicamente, scrivendo una lettera aperta a un convegno di riformatori a New York. La "lettera d'argento" spinse il nome di Cleveland di nuovo al centro dell'attenzione, proprio in vista delle elezioni del 1892.

### Candidatura e elezioni del 1892
La reputazione di Cleveland e le sue recenti prese di posizione sui temi economici lo resero un candidato forte tra i Democratici. Il suo principale rivale era David B. Hill, senatore di New York. Hill pescava sostegno in tutte le correnti per qualche ragione contrarie a Cleveland: favorevoli al dollaro-argento, protezionisti e Tammany Hall, ma non riuscì comunque a prevalere su Cleveland, che ottenne la nomina già al primo scrutinio alla Convention democratica tenutasi a Chicago. Come bilanciamento, i delegati democratici nominarono per la vicepresidenza Adlai E. Stevenson, dell'Illinois, che era favorevole a creare inflazione tramite i greenbacks (una moneta legale) e l'uso dell'argento, misura gradita nelle zone rurali molto colpite dalla crisi, mentre Cleveland era un rigorista e fautore del dollaro-oro.

Risultati dell'elezione del 1892.

I Repubblicani confermarono Harrison, per cui l'elezione del 1892 era una rivincita di quella del 1888. La campagna elettorale si tenne in sordina a causa del grave stato di salute di Caroline, la moglie di Harrison, malata di tubercolosi. Harrison non fece per nulla campagna; Caroline morì il 25 ottobre, due settimane prima dell'elezione, e Cleveland interruppe anch'egli la campagna.
La questione dei dazi, che aveva avvantaggiato i Repubblicani nel 1888, questa volta pose loro problemi, perché il rialzo dei dazi aveva prodotto un rialzo dei prezzi tale da far ricredere molti sostenitori. All'Ovest, molti elettori repubblicani preferirono votare per James Weaver e il suo Partito del Popolo, fautori del dollaro-argento, generose pensioni per i veterani, e la giornata lavorativa di otto ore. La Tammany Hall appoggiò i candidati ufficiali democratici, consentendo a Cleveland di vincere nello Stato di New York. Cleveland vinse con ampio margine, sia nel voto popolare sia come grandi elettori.

### Secondo mandato presidenziale (1893-1897)

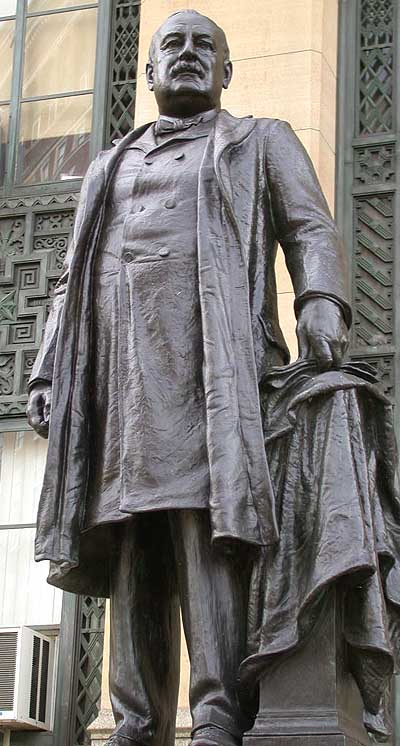
Statua di Cleveland a Buffalo.

Il discorso inaugurale del secondo mandato fu incentrato sul problema del paternalismo, disapprovando le eccessive elargizioni governative del Billion-Dollar Congress.

#### Panico del 1893
Nel 1893 la politica espansiva perseguita dal Partito Repubblicano arrivò al punto di crisi. Nell'anno dell'insediamento di Cleveland per il suo secondo mandato le principali industrie ferroviarie iniziarono a fallire e l'economia a declinare. La causa del panico fu la presenza nel sistema di eccessiva valuta, sotto forma di monete d'oro e d'argento e di carta moneta. Il Billion-Dollar Congress nel 1890 aveva aumentato l'inflazione con la Sherman Silver Purchase Act, che permetteva di acquistare lingotti d'argento pagandoli con la carta moneta. Il governo inoltre aveva continuato a coniare moneta d'argento.
Nel corso della sua carriera pubblica, Cleveland aveva costantemente auspicato una politica monetaria rigorosa, fondata sul sistema aureo, e aveva cercato senza successo di fermare la coniazione della moneta d'argento o di carta. Per risolvere la situazione Cleveland attuò i principi del libero mercato, il laissez faire, laissez passer, ovvero non fece nulla per aiutare le aziende e le società che chiedevano un qualsiasi aiuto diretto dal governo. Egli credeva che tutti, individui e imprese, avrebbero dovuto affrontare la crisi come meglio potevano. Questa era una visione economica diffusa al tempo, in particolare tra i democratici jeffersoniani. Così, invece di aumentare l'offerta di moneta o la spesa pubblica, Cleveland si focalizzò su quello che credeva fosse il vero problema: la legge Sherman Silver Purchase del 1890, in particolare la sua clausola di acquisto di moneta. Credeva che l'unica soluzione per il Congresso fosse di correggere l'errore.
Il 28 agosto 1893, con molte resistenze, la Camera dei rappresentanti approvò l'eliminazione della clausola, seguita dall'approvazione al Senato alla fine di ottobre. La mossa successiva di Cleveland fu quella di cercare di mantenere il sistema aureo. Il governo federale doveva detenere una riserva di almeno 100 milioni di dollari in oro a garanzia della quantità di moneta in circolazione. Tale riserva era ormai in pericolo e il presidente decise di emettere obbligazioni che potevano essere acquistate solo in oro. L'inflazione fu vinta e il sistema aureo ristabilito permise alle finanze federali di ritrovare l'equilibrio.

#### La crisi e gli scioperi
Il panico del 1893 e la successiva crisi peggiorarono le condizioni di lavoro ovunque nella nazione, e il rigore di bilancio e la riduzione dell'inflazione scontentarono i braccianti all'Ovest.
Lo sciopero più importante fu quello dei lavoratori della società Pullman, che costruiva materiale ferroviario, per protestare contro i bassi salari e la giornata lavorativa di dodici ore. Scioperi di solidarietà, guidati dal sindacato dei lavoratori delle ferrovie, con a capo Eugene Victor Debs, furono indetti rapidamente. Nel giugno 1894 erano in sciopero 125 000 lavoratori delle ferrovie, paralizzando il commercio nazionale. Poiché la posta era trasportata sui treni, Cleveland ritenne che la soluzione dovesse essere trovata a livello federale. Cleveland ottenne che un tribunale federale emettesse un'ingiunzione contro gli scioperanti, e quando questi rifiutarono di adempiere, inviò truppe federali a Chicago e in altri venti snodi ferroviari. "Se è necessario l'intero esercito per consegnare una cartolina a Chicago", annunciò, "quella cartolina sarà comunque consegnata." La maggior parte dei governatori appoggiarono la mossa di Cleveland, tra i contrari il democratico John P. Altgeld dell'Illinois, che divenne suo acerrimo rivale nel 1896. I maggiori giornali di entrambi i partiti applaudirono Cleveland, ma l'uso delle truppe rese i sindacati ostili al governo.
Appena prima delle elezioni di metà mandato nel 1894, un consigliere di Cleveland, Francis Lynde Stetson, gli disse:
"Siamo alla vigilia di una notte molto buia, se la prosperità del commercio non toglie il malcontento popolare verso quella che è percepita come l'incompetenza dei Democratici a scrivere leggi, e di conseguenza malcontento verso i governi dei Democratici dovunque."
In effetti, i Repubblicani ebbero la più schiacciante vittoria da decenni, riprendendo il controllo della Camera, mentre i Populisti quasi sparirono. I rivali di partito di Cleveland guadagnarono posizioni in diversi Stati. Il Wisconsin e il Massachusetts furono due dei pochi Stati ancora in mano ad alleati di Cleveland.

#### Politica estera
In linea con i principi jeffersoniani, Cleveland si guardò bene dall'intrattenere rapporti di amicizia o alleanze con le altre nazioni. Il suo intento era quello di rimanere neutrale, non facendo promesse che avrebbero potuto coinvolgere la nazione in una guerra all'estero. Nel suo messaggio annuale del 1893 scrisse: 
Tuttavia Cleveland favorì il rafforzamento della flotta navale militare, creando una delle migliori forze navali del tempo.

Cleveland rimase neutrale anche allo scoppio della rivoluzione cubana nel 1895. La Spagna aveva mantenuto il controllo di Cuba dopo Cristoforo Colombo, ma verso la fine del XIX secolo gran parte della popolazione cubana era scontenta. I cubani insorsero contro il dominio spagnolo nel mese di febbraio del 1895 e la rivolta si trasformò in una guerra civile. Anche se i Repubblicani volevano entrare in guerra il presidente dichiarò: 
Prima del termine del secondo mandato Cleveland dovette affrontare la minaccia britannica in una disputa riguardo al confine con il Venezuela. Cleveland, fedele alla dottrina Monroe, decise di non consentire alcuno sconfinamento dalle potenze europee nelle Americhe, inviando una nota al governo britannico per sollecitare un arbitrato. Londra la ignorò e dopo una seconda nota di avvertimento il primo ministro britannico Salisbury rispose negando che gli Stati Uniti potessero avere potere e autorità per dare ordini alla Gran Bretagna. Ma Cleveland rispose con un forte messaggio di propria iniziativa il 17 dicembre 1895. A quel punto la Gran Bretagna fece marcia indietro. Fu istituita poi una commissione per stabilire i confini nel dettaglio.

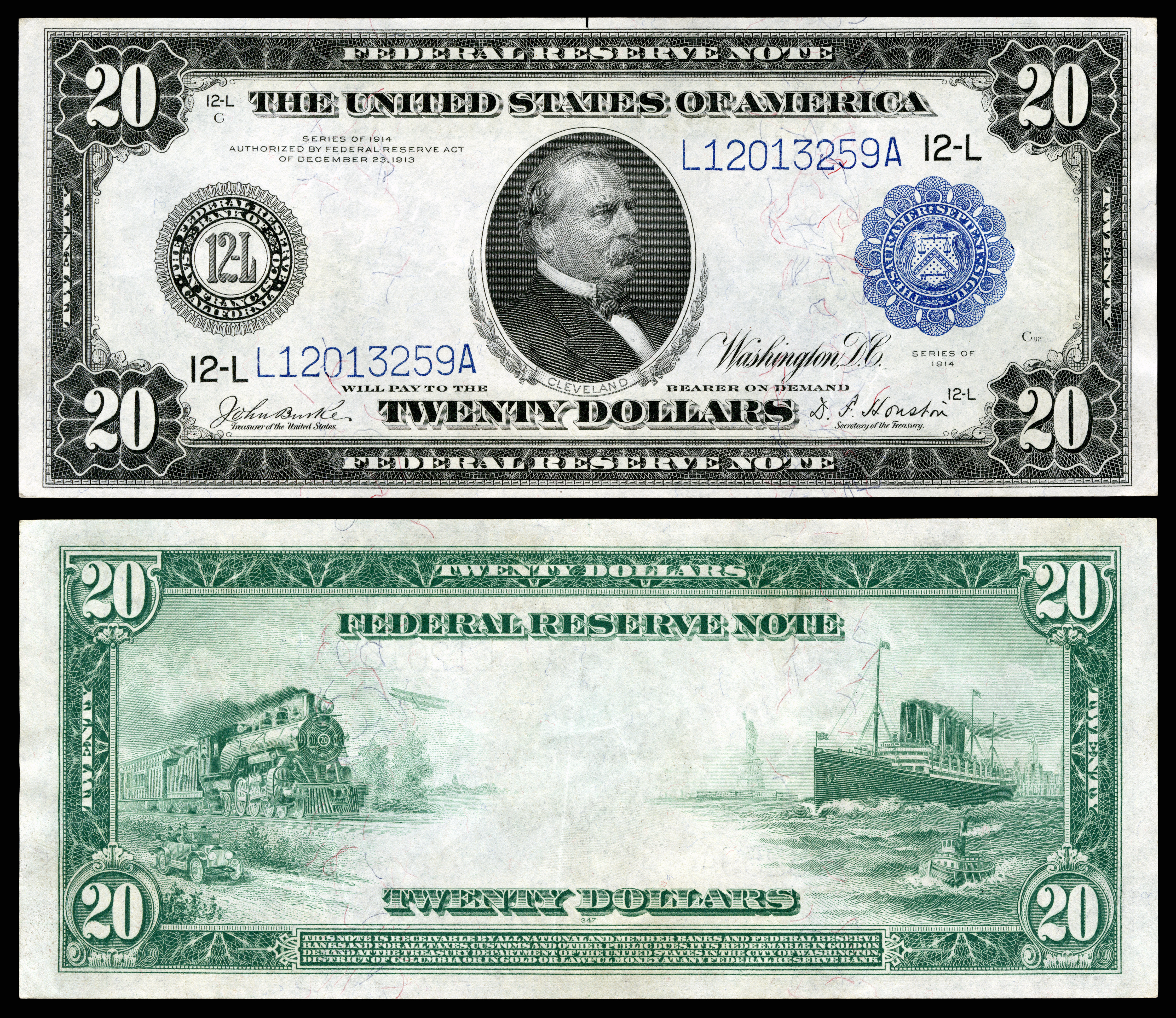
Banconota da venti dollari raffigurante il presidente Grover Cleveland, 1914

### Malattia
Nel 1893, durante il suo secondo mandato presidenziale, si sottopose a un intervento chirurgico per asportare un tumore alla bocca, insieme a una parte della mascella superiore. L'intervento rimase segreto al pubblico, per evitare che la già precaria situazione economica peggiorasse se il popolo avesse temuto la perdita del presidente. Cleveland superò l'operazione, ma continuò a negarne la natura, spacciandola per un'operazione di igiene dentale.

### Esercizio del diritto di veto
Cleveland a suo tempo venne soprannominato Veto Mayor, Veto Governor e Veto President, in quanto leggeva ogni proposta di legge e poneva il veto su quelle che nascondevano corruzione e tangenti.
In totale pose il diritto di veto su 200 proposte durante i due anni da governatore, di cui 8 solo nel primo mese.
Durante i suoi mandati presidenziali accumulò 584 veti, di cui 414 nel primo mandato e 170 nel secondo.

### Ritiro e conseguenze
Gli avversari interni di Cleveland nel Partito Democratico erano la maggioranza e, ripudiando il rigore monetario, nominarono candidato William Jennings Bryan con un programma elettorale favorevole al dollaro-argento. Cleveland appoggiò in privato i candidati dissidenti democratici a favore del sistema aureo, rifiutando la candidatura in prima persona.
Le elezioni furono vinte facilmente dai Repubblicani con William McKinley. Bryan fu ancora candidato dai Democratici "agrari" nelle elezioni del 1900. Nel 1904 invece, la corrente conservatrice dei Democratici, con l'appoggio di Cleveland, tornò maggioranza nel partito e nominò Alton B. Parker, che però perse le elezioni contro Theodore Roosevelt. Da allora, con l'uscita di scena di Cleveland, i conservatori democratici, chiamati spregiativamente Bourbon Democrats (democratici borbonici, così chiamati per via del loro conservatorismo simile al legittimismo attivo in Francia, con anche un riferimento al whisky bourbon, diffuso nel Sud degli Stati Uniti), finirono senza un leader stabile, e si dissolsero con l'affermazione dell'ala progressista, composta da populisti come William Jennings Bryan e liberali come Thomas Woodrow Wilson. I rimanenti conservatori dominarono tuttavia il Partito Democratico nel profondo Sud, venendo chiamati Southern Democrats (democratici meridionali), di matrice segregazionista e quasi reazionaria.

### Morte
Cleveland trascorse la maggior parte dei suoi ultimi giorni a servire nel consiglio di amministrazione dell'Università di Princeton. Morì nel 1908 per un attacco di cuore, all'età di 71 anni.
Cleveland è stato sepolto nel cimitero di Princeton, in New Jersey.

## Storiografia
Cleveland è visto come uno dei presidenti più conservatori di sempre. Emerse in un periodo buio degli Stati Uniti: dopo la guerra civile la nazione era afflitta dalla corruzione e dal clientelismo. Il periodo, meglio noto come Gilded Age (età dorata), viene però anche ricordato per le sorprendenti trasformazioni del Paese, come il passaggio da un'economia rurale a una fortemente industriale, fino alla trasformazione in prima economia mondiale nel 1900.